# Charlotte Charlaque
Charlotte Charlaque (Berlijn, 14 september 1892 – New York, 6 februari 1963), geboren als Curt Scharlach, maar ook bekend onder de namen Charlotte von Curtius, Carlotta, barones Von Curtius, Charlotte Curtis, Lola en Lotte Curtis, was een Amerikaans-Duitse transvrouw die als een van de eerste personen genderbevestigende chirurgie onderging. Zij was daarnaast vertaalster, danseres en actrice. 

## Vroege leven
Charlaque werd in 1892 geboren in Berlin-Schöneberg. Regelmatig wordt er nog verteld dat zij uit Tsjechië kwam, maar dit lijkt ze vooral te hebben gezegd om aan de nazi's te ontkomen in haar latere leven. Haar ouders, Jenny Scharlach (1861-1927) en Edmund Scharlach (1857-1935) waren echter Duits en Joods en handelden in textiel. Charlaque had een zeven jaar oudere broer. Het gezin vertrok in 1902 naar San Francisco om zich daar permanent te vestigen, maar dit liep op een scheiding uit, waarna Charlaques moeder en broer weer naar Duitsland vertrokken. Charlaque bleef met haar vader achter in Amerika.
In Amerika bekwaamde Charlaque zich door middel van lessen in vioolspelen en zang. Ze woonde een tijd in Chicago en belandde uiteindelijk in New York. In deze periode kwam ze in contact met dokter Harry Benjamin, een Amerikaans-Duitse seksuoloog die haar in contact bracht met Magnus Hirschfeld en zijn Institut für Sexualwissenschaft, dat in de jaren 1920 en vroege jaren 1930 transpersonen zou ondersteunen. In 1922 verhuisde ze terug naar Duitsland, omdat haar moeder ernstig ziek was geworden. Ze deed in deze periode wat vertaalwerk, maar verdiende vooral de kost door op te treden. In 1925 begon ze ook voor het Instituut te werken.

## Invloed van het Instituut
Charlaque werkte naast de eerder genoemde activiteiten ook als receptioniste in het Instituut, maar voorzag tevens andere transvrouwen van kledingadvies en maakte vertalingen voor het Instituut. Vanuit het Instituut ontving ze een Transvestitenschein, een pas die uitlegde dat het voor haar medisch noodzakelijk was vrouwenkleding te dragen. Daarmee onderving de pas problemen met de wet, die nog altijd aangaf dat travestie strafbaar was.
Omstreeks 1928 leerde ze Toni Ebel kennen, die ze in contact bracht met haar werkgever. Zowel Toni als zij zouden geslachtsbevestigende operaties ondergaan, Charlaque tussen 1929 en 1930. De operaties, waarschijnlijk net als de operaties van Dora Richter een meer conservatieve reeks van castratie, penectomie en vaginoplastiek, werden uitgevoerd door de arts Erwin Gohrbandt. De mislukte latere operaties van Lili Elbe, een transplantatie van eierstokken en een rudimentaire baarmoeder, onderging ze waarschijnlijk niet, getuige het feit dat Charlaque haar operaties wél overleefde.

## In ballingschap met Ebel
Ebel en Charlaque vormden een hechte band. Sommige bronnen duiden hen aan als enkel vriendinnen, andere bronnen geven aan dat zij een lesbische relatie onderhielden. Na hun operaties in het Instituut gingen ze in Berlin-Schöneberg samenwonen en Ebel bekeerde zich in 1933 tot het jodendom, Charlaques geloof. Hiermee werd hun situatie in Duitsland steeds onhoudbaarder. In 1933 waren de nazi's aan de macht gekomen. Zij hadden bij de boekverbrandingen in datzelfde jaar het Instituut aangevallen en geplunderd. Hirschfeld was in 1930 al naar het buitenland gegaan voor een lezingentour, maar besloot niet meer terug te keren. In 1934 besloten Ebel en Charlaque te vluchten, niet in de laatste plaats omdat zij signalen kregen dat de nazi's hen in de gaten hielden.

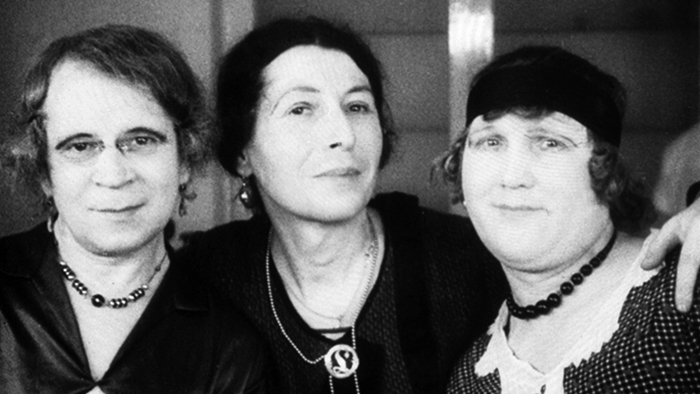
V.l.n.r. Toni Ebel, Charlotte Charlaque en Dora Richter

De vrouwen vluchtten naar Karlsbad met Joodse hulp. Vanuit hier vertrokken ze in 1936 naar Brno, waar ze tot 1939 bleven. Hier troffen ze de eveneens naar deze stad gevluchte Karl Giese, de archivaris van het Instituut en de partner van Hirschfeld. In 1939 vertrokken ze, na de Duitse inval in Tsjecho-Slowakije, naar Praag, dat ze als minder Duits en dus veiliger ervoeren. In deze periode had het stel ook twee Joodse onderduikers. Charlaque droeg bij aan het huishouden door taallessen (ze sprak, Frans, Duits en Engels) te geven. Veilig was het echter allerminst. Op 19 maart 1942, toen beide vrouwen tien jaar samen waren, werd Charlaque gevangen genomen door de nazi's, die de bedoeling hadden haar naar de kampen af te voeren. Ebel wist haar leven echter te redden door op haar connectie met Amerika te wijzen. Daarop werd besloten haar terug te sturen naar Amerika. Ebel en Charlaque zouden elkaar nooit meer fysiek treffen; Charlaque vestigde zich permanent in Amerika en Ebel verbleef na de oorlog in de Duitse Democratische Republiek.

## Amerika
In Amerika moest Charlaque een fysiek examen ondergaan. Schijnbaar concludeerden de onderzoekers geen bijzonderheden, want zij ontving papieren met daarop de door haar gewenste naam en het juiste geslacht, iets wat haar tot dan toe altijd geweigerd was. Kort daarna trad ze al weer op om in haar levensonderhoud te voorzien. Ze gaf daarnaast lessen aan jonge acteurs. Toch voelde ze zich eenzaam, schreef ze aan Ebel. Haar gezondheid liet haar wat in de steek; ze had problemen met haar galblaas en had een maagzweer.
Toen de transitie van Christine Jorgensen in 1952 in het nieuws kwam, schreef ze hierover een opiniestuk. Ook schreef ze aan de ouders van Jorgensen dat Jorgensen niet de enige transgender persoon was. Daarnaast onderhield ze contact met dokter Benjamin. In 1961 kreeg ze twee keer een hartaanval, waarna ze naar het Pierremont Hotel in Brooklyn Heights verhuisde. Twee jaar later overleed ze. Ze werd gecremeerd en haar as werd uitgestrooid op de Brooklyn Heights Promenade, waar ze bij leven veelvuldig had gewandeld. Ze had door haar wandelingen de bijnaam 'Queen of the Promenade' gekregen. Ze werd 70 jaar.
- Gemeinsame Normdatei: 1253945969
- Nationale Bibliotheek van Tsjechië: ola20241240092
- Nationale Bibliotheek van Israël: 987012901276305171
- Virtual International Authority File: 1728164842502613040008